# 後山
後山（うしろやま）は、兵庫県宍粟市と岡山県美作市にまたがる標高1344mの山である。兵庫県側からは板場見山（いたばみやま）とも呼ばれる。中国山地東部にあたり、氷ノ山後山那岐山国定公園の主要な一部をなす。兵庫50山、近畿百名山、中国百名山の一つ。三等三角点がある山頂部分は岡山県美作市側に位置する。

## 概要
後山は岡山県と兵庫県の県境に位置し、岡山県においては最高峰だが、兵庫県では氷ノ山・三室山に続いて第3番目に過ぎない。後山を南東とし、船木山・鍋ヶ谷山・駒の尾山・ダルガ峰と次第に高度を下げながら北西に続く稜線を形成している。山頂からの展望は優れている。

## 登山ルート
登山道は、宍粟市側から板場見渓谷あるいはちくさ高原を出発点とするか、美作市後山側を出発点とするルートが一般的である。

## 歴史と信仰
後山は、「西大峯山」と呼ばれることもある、修験道の中心地として栄えた山の一つであり、今日でも美作市側にある道仙寺奥の院の周囲は女人禁制とされている。後山そのものは役小角により開かれたと伝えられているが、道仙寺は建長年間（1249年 - 1255年）に僧徹雲法印によって開かれたとされており、実際の後山における修験道の発展は13世紀以降と見ることができる。今日でも50以上の行場が存在し、様々な形での修行が行われている。
9月7日と8日には、道仙寺の奥の院と護摩堂にて、紫燈大護摩法要が行われ、全国から1万人余りの修験者達が訪れる。

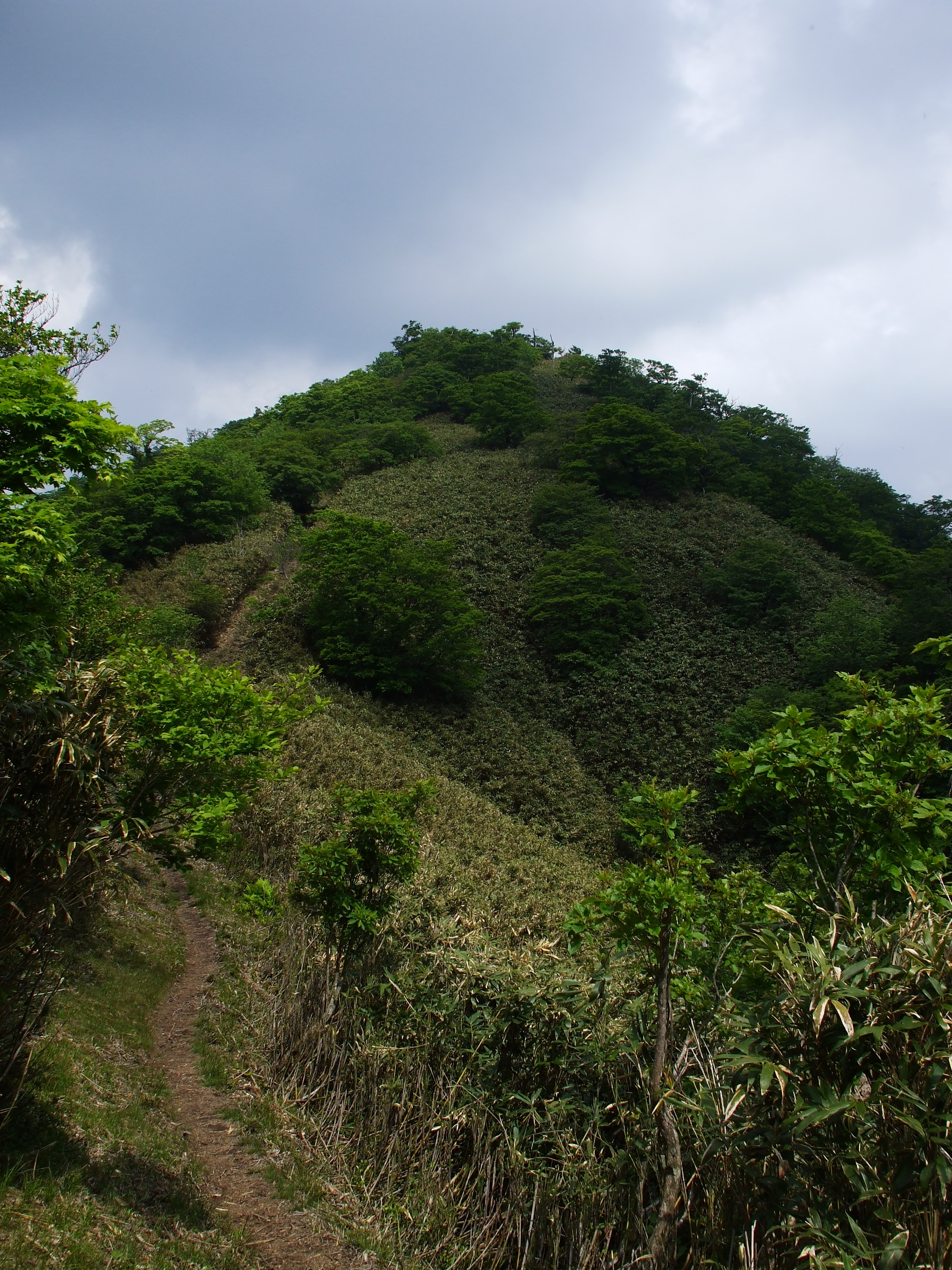
後山の山頂を西から望む